# Primera División 1962-1963 (Spagna)
La Primera División 1962-1963 è stata la 32ª edizione della massima serie del campionato spagnolo di calcio, disputata tra il 16 settembre 1962 e il 21 aprile 1963 e concluso con la vittoria del Real Madrid, al suo nono titolo, il terzo consecutivo.
Capocannoniere del torneo è stato Ferenc Puskás (Real Madrid) con 26 reti.

## Classifica finale
|       | Pos. | Squadra             | Pt | G  | V  | N | P  | GF | GS | DR  |
| ----- | ---- | ------------------- | -- | -- | -- | - | -- | -- | -- | --- |
|       | 1.   | Real Madrid         | 49 | 30 | 23 | 3 | 4  | 83 | 33 | +50 |
|       | 2.   | Atlético Madrid     | 37 | 30 | 14 | 9 | 7  | 61 | 36 | +25 |
|       | 3.   | Real Oviedo         | 33 | 30 | 15 | 3 | 12 | 52 | 46 | +6  |
|       | 4.   | Real Valladolid     | 33 | 30 | 15 | 3 | 12 | 51 | 53 | -2  |
|       | 5.   | Real Saragozza      | 32 | 30 | 14 | 4 | 12 | 54 | 39 | +15 |
| [ 2 ] | 6.   | Barcellona          | 31 | 30 | 11 | 9 | 10 | 45 | 36 | +9  |
|       | 7.   | Valencia            | 31 | 30 | 14 | 3 | 13 | 49 | 36 | +13 |
|       | 8.   | Elche               | 29 | 30 | 11 | 7 | 12 | 48 | 59 | -11 |
|       | 9.   | Real Betis          | 28 | 30 | 12 | 4 | 14 | 41 | 47 | -6  |
|       | 10.  | Athletic Bilbao     | 28 | 30 | 10 | 8 | 12 | 41 | 40 | +1  |
|       | 11.  | Siviglia            | 27 | 30 | 11 | 5 | 14 | 40 | 55 | -15 |
|       | 12.  | Córdoba             | 27 | 30 | 12 | 3 | 15 | 35 | 39 | -4  |
|       | 13.  | Maiorca             | 26 | 30 | 11 | 4 | 15 | 47 | 57 | -10 |
|       | 14.  | Deportivo La Coruña | 25 | 30 | 11 | 3 | 16 | 33 | 48 | -15 |
|       | 15.  | Osasuna             | 23 | 30 | 9  | 6 | 15 | 39 | 50 | -11 |
|       | 16.  | Malaga              | 20 | 30 | 8  | 4 | 18 | 25 | 70 | -45 |

Legenda:
      Campione di Spagna e qualificato in Coppa dei Campioni 1963-1964
      Qualificato in Coppa delle Coppe 1963-1964
      Invitate alla Coppa delle Fiere 1963-1964
  Partecipa agli spareggi interdivisionali.
      Retrocesse in Segunda División 1963-1964
Regolamento:
Due punti a vittoria, uno a pareggio, zero a sconfitta.
In caso di arrivo di due o più squadre a pari punti, la graduatoria verrà stilata secondo la classifica avulsa tra le squadre interessate che prevede, in ordine, i seguenti criteri:
- Punti negli scontri diretti.
- Differenza reti negli scontri diretti.
- Differenza reti generale.
- Reti realizzate in generale.

## Spareggi

### Spareggi interdivisionali
Agli spareggi interdivisionali si scontravano la 13ª e 14ª classificata in Primera División con le seconde classificate dei due gironi di Segunda División. Le squadre vincenti dei due incontri avevano diritto a partecipare alla stagione successiva di Primera División. Lo spareggio tra Español e Maiorca ebbe bisongo di un'ulteriore gara per stabilire la squadra vincitrice.
|                     | Risultati |                     | Luogo e data   |
| ------------------- | --------- | ------------------- | -------------- |
| Español             | 2-1       | Maiorca             | 12 maggio 1963 |
| Maiorca             | 2-1       | Español             | 19 maggio 1963 |
| Español             | 1-0       | Maiorca             | 23 maggio 1963 |
|                     |           |                     |                |
| Deportivo La Coruña | 1-2       | Levante             | 26 maggio 1963 |
| Levante             | 2-1       | Deportivo La Coruña | 3 giugno 1963  |
|                     |           |                     |                |

## Statistiche

### Squadre

#### Capoliste solitarie
|    | —— | ——          | ——          | ——          | —— | ——  | —— | ——          | ——          | ——          | ——          | ——          | ——  | ——  | ——  | ——          | ——          | ——          | ——          | ——          | ——          | ——          | ——          | ——          | ——          | ——          | ——          | ——          | ——          | —— |  |
|    |    | Real Madrid | Real Madrid | Real Madrid |    | RMa |    | Real Madrid | Real Madrid | Real Madrid | Real Madrid | Real Madrid |     |     |     | Real Madrid | Real Madrid | Real Madrid | Real Madrid | Real Madrid | Real Madrid | Real Madrid | Real Madrid | Real Madrid | Real Madrid | Real Madrid | Real Madrid | Real Madrid | Real Madrid |    |  |
|    |    |             |             |             |    |     |    |             |             |             |             |             |     |     |     |             |             |             |             |             |             |             |             |             |             |             |             |             |             |    |  |
|    |    |             |             |             |    |     |    |             |             |             |             |             |     |     |     |             |             |             |             |             |             |             |             |             |             |             |             |             |             |    |  |
| 1ª | 2ª | 3ª          | 4ª          | 5ª          | 6ª | 7ª  | 8ª | 9ª          | 10ª         | 11ª         | 12ª         | 13ª         | 14ª | 15ª | 16ª | 17ª         | 18ª         | 19ª         | 20ª         | 21ª         | 22ª         | 23ª         | 24ª         | 25ª         | 26ª         | 27ª         | 28ª         | 29ª         | 30ª         |    |  |